# Primeiro-ministro da Chéquia
O Presidente do Governo da Chéquia (em checo: Předseda vlády České republiky), normalmente referido em português como Primeiro-ministro, é o chefe de governo da Chéquia. O primeiro-ministro e o Gabinete (consistindo de todos os ministros mais antigos, que são chefes de ministérios do governo) são responsáveis coletivamente por suas políticas e ações para a Câmara dos Deputados. O atual primeiro-ministro Petr Fiala, líder do Partido Democrático Cívico (ODS), foi nomeado pelo presidente e também ex-primeiro-ministro Miloš Zeman em 21 de novembro de 2021 e assumiu oficialmente o cargo em 17 de dezembro do mesmo ano como o 13.º premier do país.
O primeiro-ministro é nomeado pelo presidente e sua primeira prioridade é criar um governo e nomear outros ministros. Para todo o governo deve ser dada confiança pela Câmara dos Deputados eo primeiro-ministro permanece no cargo apenas enquanto ele ou ela mantém o apoio da maioria de seus membros. A Constituição da Tchéquia afirma que o primeiro-ministro organiza atividades do governo e preside suas reuniões.

## Atribuições do cargo
Como a Tchéquia é uma república parlamentar, o primeiro-ministro e seu governo são responsáveis perante a Câmara dos Deputados do Parlamento. A constituição checa prevê que, após a adesão ao cargo, cada primeiro-ministro deve ganhar e, posteriormente, manter a confiança do Parlamento. Tão logo o primeiro-ministro perca a confiança de que é forçado a renunciar e o presidente é obrigado a escolher um novo primeiro-ministro. 
O cargo de primeiro-ministro é o mais poderoso do país, já que eles comandam e presidem o governo. O Presidente nomeia o primeiro-ministro que nomeia outros ministros do Gabinete da Chéquia.

## Residência oficial
A residência oficial do primeiro-ministro da Chéquia é a villa Kramář (checo: Kramářova vila). A residência está localizada em Gogolova 212/1, no bairro de Hradčany, em Praga.

O edifício foi construído de 1911 a 1914. Foi projetado pelo arquiteto vienense Friedrich Ohmann. 

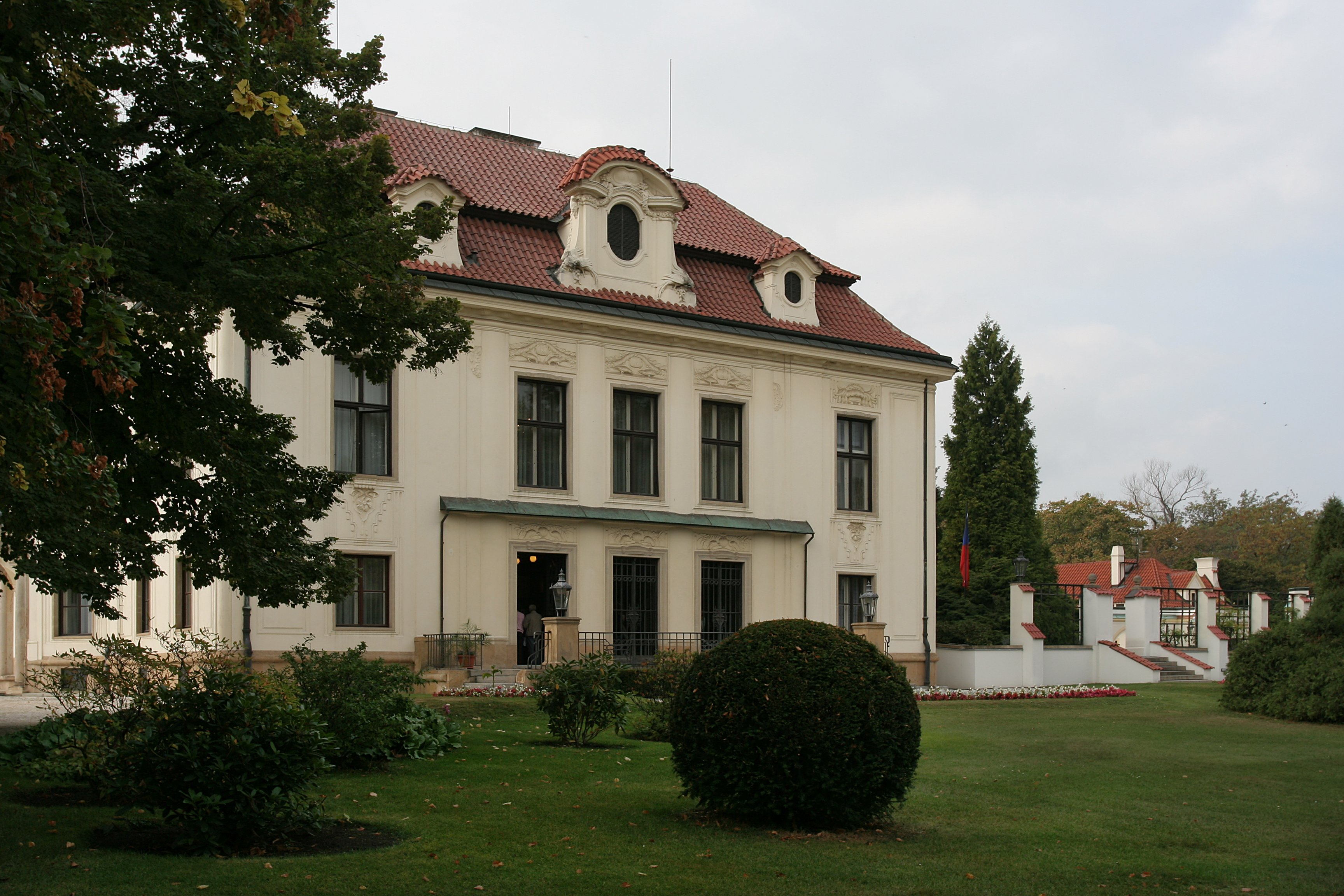
Villa de Kramář visto do jardim.
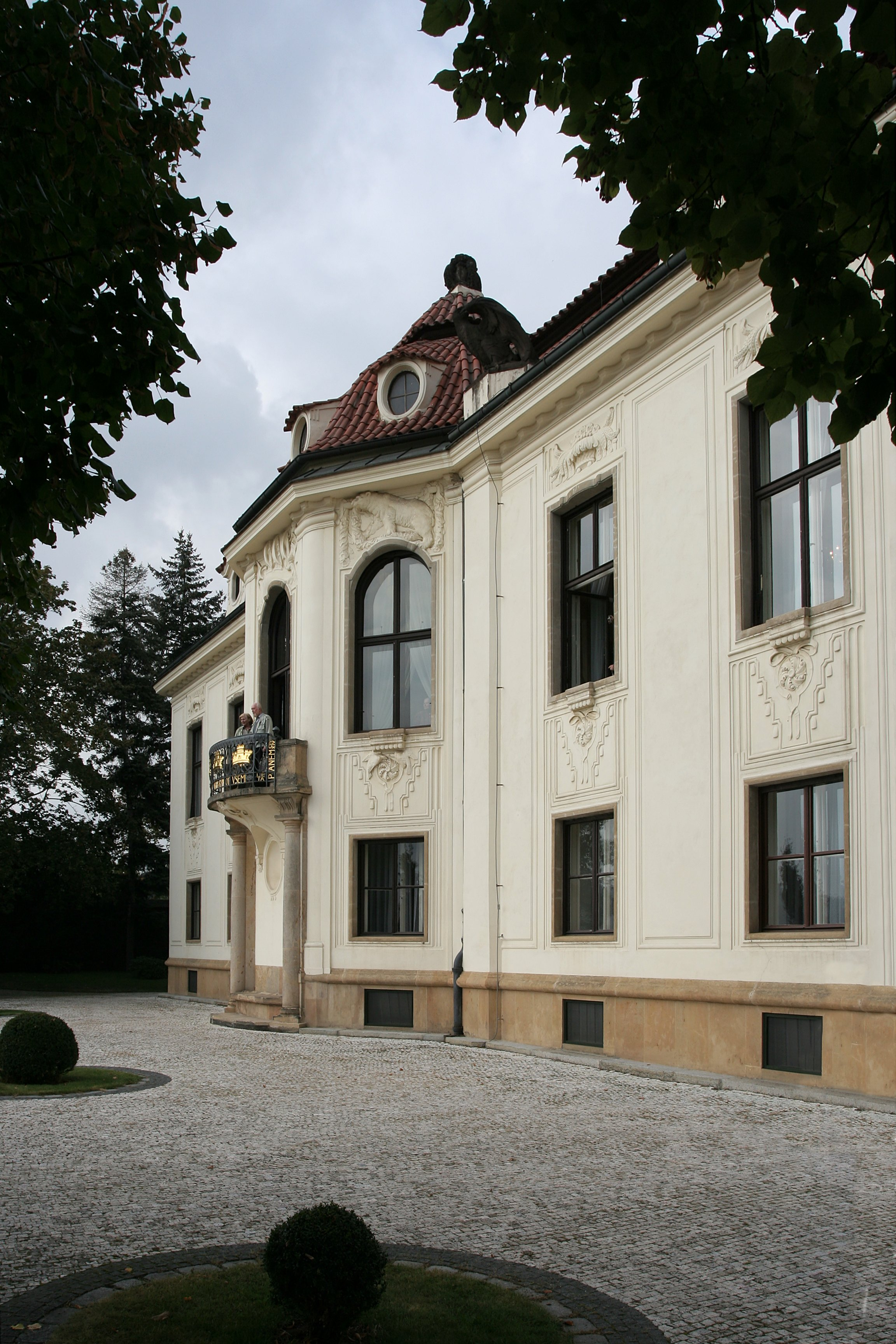
Vista do jardim.
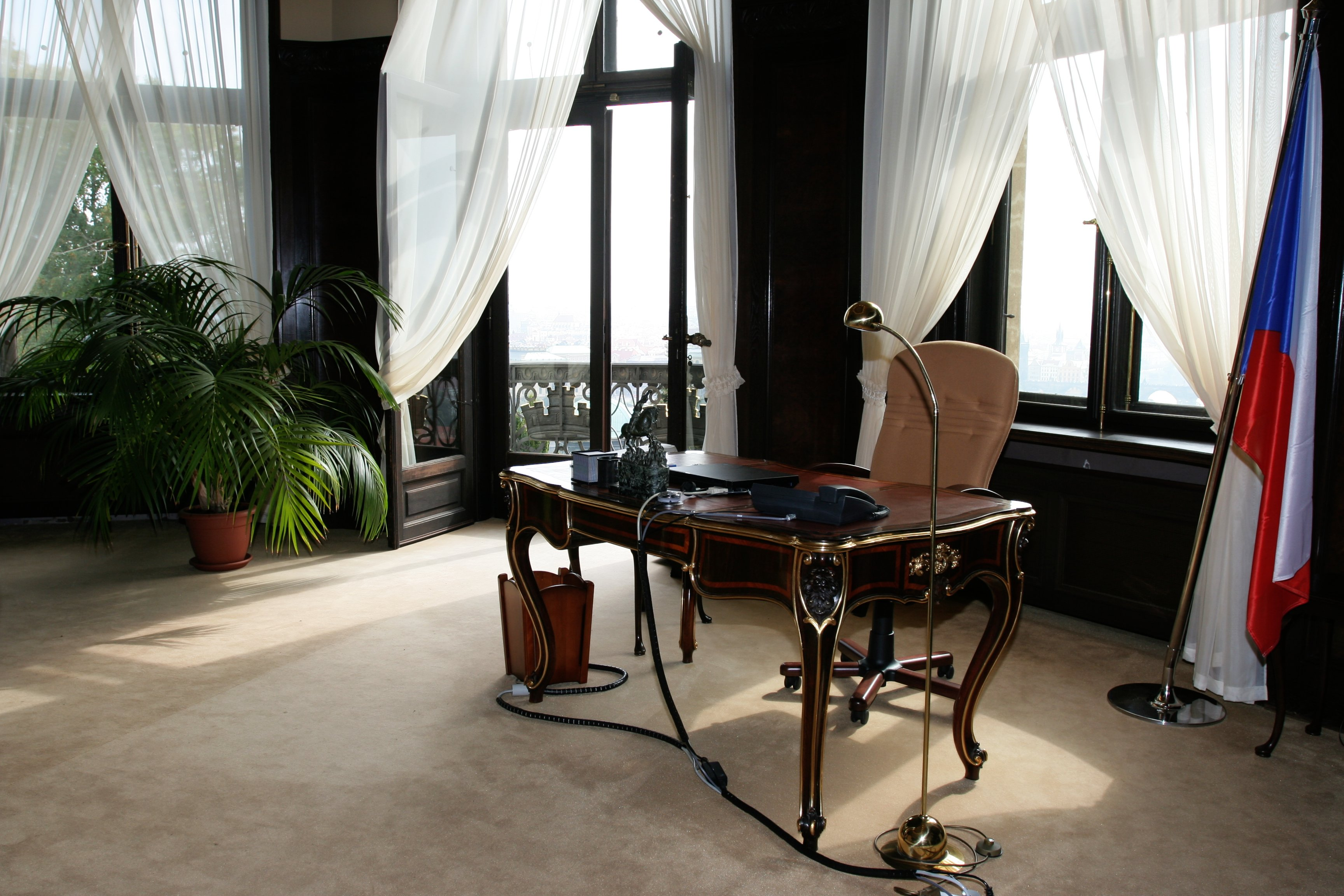
Escritório do primeiro-ministro

## Galeria de primeiros-ministros
| Nº | Presidente | Presidente       | Mandato                | Mandato                | Partido      | Eleição |
| -- | ---------- | ---------------- | ---------------------- | ---------------------- | ------------ | ------- |
| 1  |            | Václav Klaus     | 2 de julho de 1992     | 17 de dezembro de 1997 | ODS          | 1992    |
| 1  | 1996       | Václav Klaus     | 2 de julho de 1992     | 17 de dezembro de 1997 | ODS          |         |
| 2  |            | Josef Tošovský   | 17 de dezembro de 1997 | 17 de julho de 1998    | Independente | –       |
| 3  |            | Miloš Zeman      | 17 de julho de 1998    | 12 de julho de 2002    | ČSSD         | 1998    |
| 4  |            | Vladimír Špidla  | 12 de julho de 2002    | 4 de agosto de 2004    | ČSSD         | 2002    |
| 5  |            | Stanislav Gross  | 4 de agosto de 2004    | 25 de abril de 2005    | ČSSD         | –       |
| 6  |            | Jiří Paroubek    | 25 de abril de 2005    | 16 de agosto de 2006   | ČSSD         | –       |
| 7  |            | Mirek Topolánek  | 16 de agosto de 2006   | 9 de abril de 2009     | ODS          | 2006    |
| 8  |            | Jan Fischer      | 9 de abril de 2009     | 28 de junho de 2010    | Independente | –       |
| 9  |            | Petr Nečas       | 28 de junho de 2010    | 10 de julho de 2013    | ODS          | 2010    |
| 10 |            | Jiří Rusnok      | 10 de julho de 2013    | 29 de janeiro de 2014  | Independente | –       |
| 11 |            | Bohuslav Sobotka | 29 de janeiro de 2014  | 13 de dezembro de 2017 | ČSSD         | 2013    |
| 12 |            | Andrej Babiš     | 13 de dezembro de 2017 | 17 de dezembro de 2021 | ANO          | 2017    |
| 13 |            | Petr Fiala       | 17 de dezembro de 2021 | Incumbente             | ODS          | 2021    |